# Matra Alice 32
O microcomputador Alice 32, da Matra & Hachette, foi um computador doméstico comercializado na França em meados da década de 1980, um dos sucessores do Matra Alice, produzido pela mesma empresa, sob licença da Tandy Corporation estadunidense.
Embora externamente o Matra Alice 32 usasse o mesmo gabinete do original, internamente era diferente por usar o chip gerador de vídeo EF9345 ao invés do Motorola MC6847 do MC-10 da Tandy Corporation. Além disso, o Alice 32 possuía 8 KBytes de memória RAM principal, 8 KBytes de memória RAM dedicada para vídeo e 16 KBytes de memória ROM incorporando, além do Microcolor BASIC, um monitor Assembler.